# Дехіовіта (підрозділ окружного секретаріату)
Підрозділ окружного секретаріату Дехіовіта — підрозділ окружного секретаріату округу Кегалле, провінції Сабарагамува, Шрі-Ланка. Складається з 27 Грама Ніладхарі.